# Gra Endera (film)
Gra Endera (ang. Ender’s Game) – amerykański film akcji z gatunku science fiction z 2013 roku oparty na scenariuszu i reżyserii Gavina Hooda, powstały na podstawie powieści Orsona Scotta Carda pod tym samym tytułem. Wyprodukowany przez Summit Entertainment i Lionsgate.
Premiera filmu miała miejsce 24 października 2013 roku w Niemczech i Austrii. Dzień później premiera filmu odbyła się 25 października w Wielkiej Brytanii, a tydzień później 1 listopada w Stanach Zjednoczonych. W Polsce premiera filmu odbyła się 31 października 2013 roku.

## Fabuła
Akcja filmu rozgrywa się w przyszłości, ponad cztery dekady po nieudanej inwazji obcych na Ziemię. Ludzie coraz odważniej zapuszczają się w odległe rejony kosmosu, ale Błękitnej Planecie wciąż zagrażają istoty spoza Układu Słonecznego. Podobne do owadów stworzenia, pogardliwie określane „robalami”, tworzą skomplikowane i zaawansowane technicznie społeczeństwo. Ziemska armia poszukuje więc najbardziej inteligentnych dzieci, które stworzą przyszłe wojsko. Wybrańcy są kierowani do orbitalnej Szkoły Bojowej. Tam, pod okiem pułkownika Hyruma Graffa (Harrison Ford), przechodzą wieloletnie, wyczerpujące fizycznie i psychicznie szkolenie. Do grupy kadetów trafia mały Andrew Wiggin (Asa Butterfield), którego siostra nazywa Enderem. Szybko okazuje się najzdolniejszym i najbardziej wytrzymałym z uczniów. Nauczyciele sądzą, że to on jest jedyną nadzieją ludzkości na ocalenie przed kosmitami.

## Obsada
- Asa Butterfield jako Andrew „Ender” Wiggin[5]
- Harrison Ford jako pułkownik Hyrum Graff
- Hailee Steinfeld jako Petra Arkanian[6]
- Abigail Breslin jako Valentine Wiggin[6]
- Ben Kingsley jako Mazer Rackham[7]
- Kyle Russell Clements jako młody Mazer Rackham
- Viola Davis jako Major Gwen Anderson[8]
- Aramis Knight jako Bean
- Suraj Parthasarathy jako Alai
- Moisés Arias jako Bonzo
- Khylin Rhambo jako Dink
- Jimmy Pinchak jako Peter Wiggin
- Nonso Anozie jako sierżant Dap[9]
- Conor Carroll jako Bernard
- Caleb J. Thaggard jako Stilson[10]
- Cameron Gaskins jako Slattery[11]
- Stevie Ray Dallimore jako John Paul Wiggin[9]
- Andrea Powell jako Theresa Wiggin[9]